# Félix de Nantes
Félix de Nantes (né en 511 ou 512 à Bourges et mort le 8 juin 582) fut l'un des évêques les plus importants de Nantes au VIe siècle, entre 548 et 582. Sa fête en tant que saint de l'Église catholique est le 6 janvier.

## Biographie
Les éléments concernant saint Félix sont issus de deux sources historiques : les écrits de Grégoire de Tours, qui brosse un portrait assez négatif de l'évêque nantais, et ceux du poète Venance Fortunat, qui est, à l'inverse, élogieux.
Issu d'une grande famille d'ordre sénatorial, il serait le fils d'Eumalius (ou Eumélius) II (527-549), son prédécesseur à l'épiscopat nantais, issus d’une famille de l’aristocratie aquitaine. Félix reçoit une éducation complète. Sa vocation est tardive, fait courant à l'époque. Sa famille étant étroitement liée au roi de Neustrie de l'époque, Childebert Ier, Félix reçut Nantes en évêché en succédant à son père en 549 et gouverna la ville.
Il possède des terres et des esclaves.
Sa mission fut d'abord pastorale : évangéliser les campagnes, avec l'aide de saint Martin de Vertou dans le Pays de Retz et de saint Friard d'Indret, avec son ami le diacre Secondel, ils évangélisaient les campagnes environnantes. L'autre mission était de structurer les paroisses rurales, définies par les deux conciles de Tours en 567 et celui de Paris en 573. Il fallait relier entre elles les nombreuses églises qui se créaient de toutes parts dans des propriétés privées. L'axe de la Loire était le chemin privilégié de la christianisation, et on retrouve des églises mérovingiennes à Rezé (chapelle Saint-Lupien), Saint-Julien-de-Concelles, Nantes (Saint-Jean du Baptistère), Le Cellier, Champtoceaux…, mais aussi à Machecoul, Pornic, Chéméré, La Plaine-sur-Mer, Rouans… À la fin du VIe siècle, il y aurait ainsi près de quarante églises rurales dans le diocèse de Nantes.
Mais Félix n'a pas que des fonctions spirituelles. Depuis la fin des invasions barbares, les clercs ecclésiastiques ont pris souvent la place des clercs laïcs pour gérer le territoire. Comme beaucoup d’évêques à l’époque mérovingienne, il assure parallèlement à son action épiscopale des responsabilités publiques.
Ainsi, il commande le creusement d’un nouveau chenal qui porte aujourd'hui son nom entre les prairies « de la Madeleine » et « de Mauves » afin de permettre un meilleur accès et le développement du port de Nantes. Il négocie avec des chefs de guerre bretons du Broërec tel que Waroch, puis son fils Canao, pour faire cesser les pillages et assurer la sécurité tant de la ville que de ses abords. Il relance l’évangélisation des campagnes environnantes où le paganisme est encore vivace, en soutenant des missionnaires comme Martin qui développe des lieux de culte à Vertou et Montaigu. Des oratoires sont construits à Couëron et Savenay.
Mais ce sont les longs travaux d’embellissement de la cathédrale commencée sous son prédécesseur, qu’il dirigea. Il consacre l'édifice le 30 septembre 548.[réf. nécessaire]
L'église Saint-Félix porte à présent son nom à Nantes et donne aussi son nom au quartier environnant celle-ci.

#### Ouvrages anciens
- ?, Histoire de Saint-Félix, 16e évêque de Nantes, Nantes, de Merson, 1845 (BNF 36415408).
- Édouard Sioc'han de Kersabiec, Saint Félix, évêque de Nantes (sixième siècle), Nantes, Forest et Grimaud, 1879, 228 p. (BNF 31373429).

#### Ouvrages récents
- Noël-Yves Tonnerre, « Saint-Félix et l'Église de Nantes au VIe siècle », Bulletin de la société archéologique et historique de Nantes, Société d'histoire et d'archéologie de Nantes et de Loire-Atlantique, no 119,‎ 1983 (ISSN 0153-4637).
- Robert Durand, « Félix de Nantes (539-583) ou les évêques ou pouvoir », dans Alain Croix, Nantes dans l'histoire de France, Nantes, Ouest éditions, 1991 (ISBN 2-908261-21-9).
- Olivier Pétré-Grenouilleau, Nantes, histoire et Géographie contemporaine, Plomelin, Éditions Palantines, 2008, 2e éd., 299 p. (ISBN 978-2-35678-000-3).
- Bernard Le Nail, Dictionnaire biographique de Nantes et de Loire-Atlantique, Pornic, Le Temps éditeur, 2010, 414 p. (ISBN 978-2-36312-000-7).